# 2631 Чжецзян
2631 Чжецзян (2631 Zhejiang) — астероїд головного поясу, відкритий 7 жовтня 1980 року.
Тіссеранів параметр щодо Юпітера — 3,287.
Названо на честь провінція на сході Китаю Чжецзян.